# Irma Arestizábal
Irma Arestizábal (Bahía Blanca, 10 de abril de 1940 - Roma, 11 de mayo de 2009) fue una historiadora del arte y curadora argentina, considerada una de las expertas más destacadas del arte latinoamericano. En sus últimos tiempos trabajaba como crítica de arte, curadora independiente y profesora de arte latinoamericano en la Universidad de Buenos Aires. Fue también secretaria cultural del Instituto Italo-Latinoamericano (IILA) en Roma (Italia) y curadora de las ediciones del "Pabellón Latinoamericano" de esta institución en la Bienal de Venecia de 2003 a 2009.

## Trayectoria
Profesora de Historia en la Universidad del Sur de Bahía Blanca (Argentina), Arestizábal obtuvo posteriormente la cátedra de Arte Latinoamericano Contemporáneo en la Universidad de Buenos Aires, destacando su trabajo para difundir la obra de los artistas más importantes del continente.
También destacó su labor docente siendo titular de la cátedra de Historia del Arte Latinoamericano en el Ministerio de Cultura de Brasil además de profesora adjunta en las Universidades de Essex (Gran Bretaña), Salamanca (España) y NewYork University. 
El 27 de junio de 2002 asumió en Roma el cargo de Secretaria Cultural del Instituto Ítalo-Latino Americano, contribuyendo a promover el arte y la cultura de América Latina en Italia y comisarió para el IILA, el pabellón de los países latinoamericanos en la Bienal de Venecia de 2003, 2005 y 2007.  También organizó la Mediateca del IILA dedicada a los artistas latinoamericanos.
En 2009 era también comisaria oficial y había elegido a doce artista de diez países reunidos en el logo “Mundus Novus – Arte Contemporáneo de América Latina”. Alberto Baraya (Colombia), Fernando Falconí (Ecuador), Darío Escobar (Guatemala), Paul Ramírez Jonas (Honduras), Ramsés Larzábal (Cuba) Luis Roldán (Colombia), Carlos Garaicoa (Cuba), Raquel Paiewonsky (Rep. Dominicana), Federico Herrero (Costa Rica), Gastón Ugalde (Bolivia), Nils Nova (El Salvador) y Sandra Gamarra (Perú).
Murió un mes antes de que se celebrara la bienal el 5 de junio de 2009.

## Estudios
- 1989-91: estudios de Posdoctorado en Museografía (facultad de Arquitectura, Politécnico, Milán, Italia)
- 1976: doctorado en Historia del Arte (Pontificia Universidad Católica de Río de Janeiro, Brasil)
- 1962-1966: estudios de Masterado en Historia del Arte (Università degli Studi, Florencia y Roma, Italia)
- 1962-1966: licenciatura y Profesorado en Historia (Universidad del Sur, Bahía Blanca, Argentina)

## Actividades profesionales
- Miembro de Comisión de Arte de Fundación Telefónica, Madrid, desde 2002.

- Secretaria cultural de Istituto Italo-Latino Americano, Roma, 2002-2007.

- Miembro de BOARD IF THE EXECUTIVE DIRECTORS OF THE COMMITTEE OF MODERN ART MUSEUMS of the International Councils of Museums of the Unesco, de 1999 a 2005.

- Miembro de SCIENTIFIC BOARD OF THE MUSÉE DES AMERIQUES, (Musées de France), Martinique. 2002/2003

- Curadora advisor, COPIA, Center for Wine, Food and the Arts, Napa Valley, California, USA, desde 2002/2003

- MEMBER OF THE ADVISOR BOARD, Centro de Estudos Brasileiros, Buenos Aires. 1998/2000

- MEMBER OF THE IKT, International Association of Curators of Contemporary Art.

- MEMBER OF THE AICA, International Art Critics Association.

- CURATOR OF THE COLLECTION OF THE ARGENTINE MINISTRY FOR FOREIGN AFFAIRS desde 1998 a diciembre de 2001.

- DIRECTOR OF THE MUSEUM OF THE CASA ROSADA, Buenos Aires, 992-1997.

- CURATOR OF COLLECTION, Museu de Arte Moderna, Río de Janeiro, 1986-1990.

- CURATOR OF THE PEDAGOGICAL DEPARTMENT. Museu de Arte Moderna, Río de Janeiro, 1984-1986.

- DIRECTOR OF THE CULTURAL CENTRE Pontificia Universidade Católica de Río de Janeiro. 1980-1992.

- CURATOR OF COLLECTION OF THE CHASE MANHATTAN BANK en Brasil y Argentina. 1979-1982.

- DIRECTOR OF THE ART DEPARTMENT of the Pontificia Universidade Católica de Río de Janeiro. 1977-1981.

- DIRECTOR OF THE ARGENTINE-BRAZILIAN ART CENTRE in Río de Janeiro. 1976-1982.

- CURATOR OF THE EXHIBITION DEPARTMENT, Museu de Arte Moderna, Río de Janeiro, 1975-1977.

- DIRECTOR ASSISTANCE of Museo Poldi Pezzoli of Milan, Italia. 1970-1972.

## Exposiciones
2009
- "Mundus Novus", pabellón del Istituto Italo-Latinoamericano (IILA) en la 53.ª Bienal de Venecia - por primera vez en la Artiglierie dell’Arsenale. Irma Arestizábal fue la curadora, pero falleció pocas semanas antes de la inauguración.[7] 12 artistas: Alberto Baraya (Colombia), Darío Escobar (Guatemala), Fernando Falconi (Ecuador), Sandra Gamarra Heshiki (Perú), Carlos Garaicoa (Cuba), Federico Herrero (Costa Rica), Ramsés Larrazábal (Cuba), Nils Nova (El Salvador), Raquel Paiewonsky (República Dominicana), Paul Ramírez Jonas (Honduras), Luis Fernando Roldán (Colombia), Gastón Ugalde (Bolivia).

2008
- "Gabriel Kondratiuk", Galerie Bernd Kugler, Innsbruck, Austria. (cat.)

2007
- "Territorios" Con: Narda Alvarado (Bolivia), Mónica Bengoa (Chile), Patricia Bueno (Perú), Pablo Cardoso (Ecuador), María Dolores Castellanos (Guatemala), Homage an Jorge Eduardo Eielson (Perú), Jonathan Harker (Panamá), Andre Juste & Vladimir Cybil (Haití), María Verónica León (Ecuador), Xenía Mejía (Honduras), Ronald Morán (El Salvador), Mario Opazo (Colombia), William Paats (Paraguay), Paola Parcerisa (Paraguay), Jorge Pineda (República Dominicana), Wilfredo Prieto (Cuba), René Francisco (Cuba), Manuela Ribadeneira (Ecuador), Ernesto Salmerón (Nicaragua), Cinthya Soto (Costa Rica), Moico Yaker (Perú), 52.ª Bienal de Venecia, 2007.[8]

2006 
- "Poética del silencio". 2006. Rubén Grau-Roberto Elia IILA instituto Italo americano de Cultura Roma curadora Irma Aristizábal.

2005
- "La trama e l'ordito" Con: Guiomar Mesa (Bolivia), Joaquín Sánchez (Bolivia), Gonzalo Díaz Cuevas (Chile), Juan Manuel Echavarria (Colombia), Oswaldo Macia (Colombia), Óscar Muñoz (Colombia), Cecilia Paredes (Costa Rica), Jaime David Tischler (Costa Rica), Los Carpinteros (Cuba), Luis Paredes (El Salvador), Luis González Palma (Guatemala), Maxence Denis (Haití), Donna Conlon (Panamá), Mónica González (Paraguay), Luz María Bedoya (Perú), Polibio Díaz (República Dominicana), 51a Bienal de Venecia, 2005.[9]

2003
- Pabellón Latinoamericano del IILA en la 50.ª Bienal de Venecia, Convento dei Santi Cosma e Damiano, Giudecca.[10]

2001
- Representación de la República Argentina en la VII Bienal de Cuenca, Ecuador.
- Pabellón de la República Argentina en la Bienal de Venecia, 2001.[11]

1997
- Representación de la República Argentina en la Bienal del Mercosur, Porto Alegre, Brasil, 1997.

1983
- Eliseu Visconti e a Arte Decorativa, Río de Janeiro, Brasil, 1983.

## Publicaciones
- Gabriel Kondratiuk, Galerie Bernd Kugler, Innsbruck, 2008
- Cynthia Soto, Catálogo Gall. Brancolini Grimaldi, Roma, 2008
- Cristian Segura, Centro de Arte Contemporáneo, Rosario, 2007
- “Graciela Iturbide”, Arte al Día, noviembre de 2007.
- María Helguera, Catálogo exposición Museo Nacional de Bellas Artes, Buenos Aires, Argentina, 2007.
- 100 Artistas Latinoamericanos, et alii, EXIT, Madrid, 2007.
- Cubismos y Arte Moderno en América Latino -años 20, en El Cubismo y sus Entornos en las Colecciones de Telefónica, Madrid, 2004.
- Lasar Segall desde Argentina, en Catálogo Lasar Segall, Museo de Arte Moderno, México, 2002.
- Catálogo Colección Cancilliria Argentina, AAVV, Buenos Aires, Argentina, 1999.
- Matilde Marin, Museo Torres García, Montevideo, Uruguay, 1999.
- Gravura Brasileira Contemporánea, X Bienal de Nova Cerveira, Portugal, 1999.
- Xul Solar, Bienal de Porto Alegre, Brazil, 1997.
- Desenhos de Amador Peres d’après Morandi, Istituto Moreira Salles, São Paulo, 1997.
- Lucía Warck-Meister, ARCO, Madrid, 1997.
- Graciela Sacco, Biennale of São Paulo, 1996.
- John Graz, Journal of Decorative and Propaganda Arts, Miami, 1995.
- Guía Histórico - Arquitectónica de Río de Janeiro, Rio Arte, Río de Janeiro, 1995.
- Danielle Morini, ritratti, Spazio d’Arte San Fedele, Milán, 1994.
- Musei in Trasformazione, Ed. Mazzotta, Milán, 1992.
- La “Bottega” de Manuel Esnoz, Galería Thomas Cohn, São Paulo, 2001.